# A Thing Called Love
A Thing Called Love je album Johnnyja Casha, objavljen 1972. u izdanju Columbia Recordsa. Naslovna pjesma, koju je napisao Jerry Reed, objavljena je kao uspješan singl koji se popeo na 2. mjesto country ljestvica; još su se dva singla probila na ljestvice, dok je sam album zauzeo drugo mjesto. "A Thing Called Love" snimljena je kasnije za Cashov album Classic Cash: Hall of Fame Series (1988.), dok se "Tear Stained Letter" pojavila na American IV: The Man Comes Around (2002.). Na kanadskom tržištu našao se album s potpuno drugačijom verzijom pjesme "Kate", iako su stihovi ostali isti.

## Popis pjesama
1. "Kate" (Marty Robbins) – 2:22
2. "Melva's Wine" (Vincent Matthews) – 2:55
3. "A Thing Called Love" (Jerry Reed Hubbard) – 2:36
4. "I Promise You" (Cash) – 2:58
5. "Papa Was a Good Man" (Hal Bynum) – 2:38
6. "Tear Stained Letter" (Cash) – 2:45
7. "Mississippi Sand" (June Carter Cash) – 3:08
8. "Daddy" (Don Reid, Harold Reid) – 2:54
9. "Arkansas Lovin' Man" (Red Lane) – 2:51
10. "The Miracle Man" (Cash, Larry Lee) – 3:30

## Ljestvice
Album - Billboard (Sjeverna Amerika)
| Godina | Ljestvica      | Pozicija |
| ------ | -------------- | -------- |
| 1972.  | Country albumi | 2        |
| 1972.  | Pop albumi     | 112      |

Singlovi - Billboard (Sjeverna Amerika)
| Godina | Singl                 | Ljestvica        | Pozicija |
| ------ | --------------------- | ---------------- | -------- |
| 1971.  | "Papa Was a Good Man" | Country singlovi | 16       |
| 1971.  | "A Thing Called Love" | Country singlovi | 2        |
| 1972.  | "Kate"                | Country singlovi | 2        |
| 1972.  | "Kate"                | Pop singlovi     | 75       |

## Vanjske poveznice
- Podaci o albumu i tekstovi pjesama